# Gibara
Gibara és una petita ciutat, situada a la costa nord-est de la República de Cuba. Forma part de la província d'Holguín.

## Fills il·lustres
- Guillermo Cabrera Infante (1929-2005), novel·lista, guionista, traductor i crític.
- José Morales Lemus (1808-1870), jurista i polític.

## Ciutats agermanades
- El Prat de Llobregat